# 新鲁汶
新鲁汶（法語：Louvain-la-Neuve，法語發音：[luvɛ̃ la nœv] ⓘ）是比利时瓦隆布拉班特省奥蒂尼-新鲁汶的片区，是一个为法语鲁汶天主教大学提供校址而开发的新城。新鲁汶建于20世纪70年代初期，此前鲁汶天主教大学一分为二，讲法语的部分迁往此处，而讲荷兰语的部分留在鲁汶。

## 交通
- 新鲁汶站